# Oahuovska burnica
Oahuovska burnica (lat. Pterodroma jugabilis) je izumrla vrsta morske ptice iz porodice zovoja.